# Ferdinand Ignác Malovec z Chýnova
Ferdinand Ignác (Hynek) svobodný pán Malovec z Chýnova (10. srpna 1695 – 4. července 1760) byl český šlechtic z rodu Malovců. Po službě v armádě zastával nižší úřady v zemské správě Českého království. Vlastnil statky v jižních Čechách a s několika příbuznými byl v roce 1760 povýšen do stavu svobodných pánů. 

## Životopis

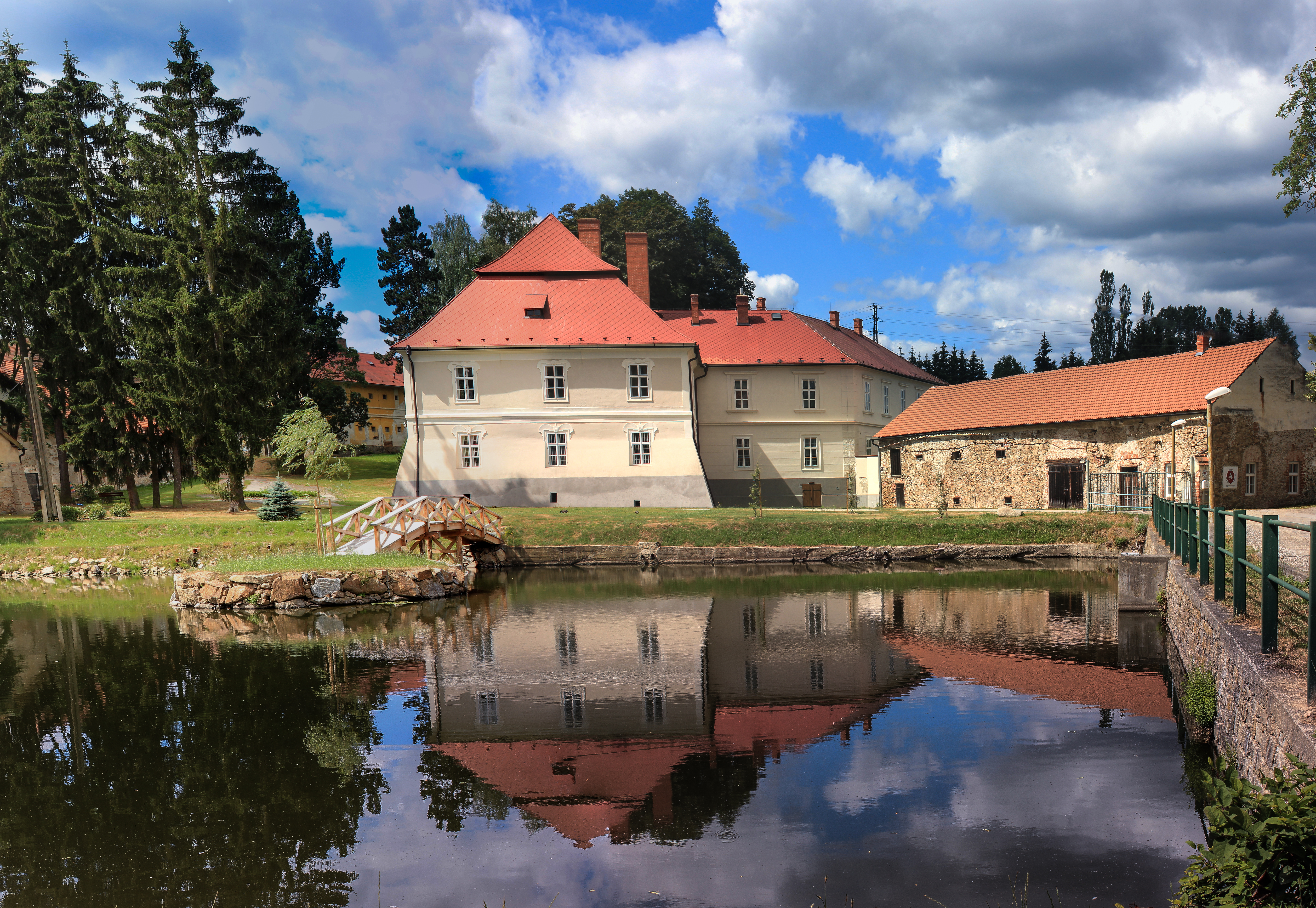
Zámek Skalice

Pocházel ze starého českého rodu Malovců z Malovic, patřil k tzv. vimperské větvi Malovců z Chýnova. Narodil se jako čtvrtý syn do početné rodiny Viléma Arnošta Malovce (1664–1720) a jeho manželky Marie Terezie, rozené Račínové z Račína (1670–1742). V mládí sloužil v císařské armádě a zúčastnil se dynastických válek první poloviny 18. století. Později se usadil na zděděných statcích v Pošumaví. Zde později vstoupil do státní správy a v letech 1742–1751 zastával funkci hejtmana Prácheňského kraje za rytířský stav. I když se mu dostalo kladného hodnocení od nadřízených orgánů, po reorganizaci státní správy v roce 1751 byl penzionován. Spolu s bratrem Arnoštem Vilémem (†1770) byl v roce 1760 povýšen do stavu svobodných pánů.
Po otci byl majitelem panství Vysoký hrádek s tvrzí přestavěnou na zámek až počátkem 19. století. Rodovým sídlem byl zámek Skalice na panství Bohumilice, který vlastnil spolu s bratrem Arnoštem Vilémem. 
Zemřel v roce 1760 a byl pohřben v bohumilickém kostele Nejsvětější Trojice, k němuž měla rodina Malovců patronátní právo.
V roce 1723 se oženil s Barborou Františkou Janovskou z Janovic (1695–1759). Z manželství se narodilo pět dětí, dědicem byl syn Maxmilián František (1724–1790), který vlastnil Vysoký hrádek a Skalici. Zemřel bez potomstva a jeho statky převzal bratranec Václav Malovec (1753-1814).